# Juvenál
A Juvenál latin eredetű férfinév, jelentése: fiatalos, ifjú.

## Gyakorisága
Az 1990-es években szórványos név, a 2000-es években nem szerepel a 100 leggyakoribb férfinév között.

## Névnapok
- május 3.[2]